# Nirmatrelvir/ritonavir
Nirmatrelvir/ritonavir, venut amb la marca Paxlovid, és un medicament oral envasat conjuntament que s'utilitza com a tractament per a la COVID-19. Conté els medicaments antivírics nirmatrelvir i ritonavir.
El desembre de 2021, l'FDA va concedir al nirmatrelvir/ritonavir l'autorització d'ús d'emergència per al tractament de la COVID-19. No està autoritzat per a la prevenció pre-exposició o postexposició de la COVID-19 ni per a l'inici del tractament en aquells que requereixin hospitalització per COVID-19 greu o crític. Va ser aprovat completament al Regne Unit a finals d'aquell mes, i a la Unió Europea i el Canadà el gener de 2022.